# إسماعيل العناني
إسماعيل العناني هو لاعب كرة قدم مغربي ولد في 6 يناير 1981، ويلعب كحارس مرمى لصالح نادي الجيش الملكي.